# Малоцебрикове
Малоцебри́кове — село в Україні, у Цебриківській селищній громаді Роздільнянського району Одеської області. Населення становить 154 особи.
До 17 липня 2020 року було підпорядковане Великомихайлівському району, який був ліквідований.

## Населення
Згідно з переписом 1989 року населення села становило 161 особа, з яких 75 чоловіків та 86 жінок.
За переписом населення 2001 року в селі мешкало 156 осіб.
На 1 січня 2020 року — 154 особи: 72 чоловіки і 82 жінки.

### Мова
Розподіл населення за рідною мовою за даними перепису 2001 року:
| Мова       | Відсоток |
| ---------- | -------- |
| українська | 95,51 %  |
| гагаузька  | 1,92 %   |
| російська  | 1,28 %   |
| білоруська | 0,64 %   |
| молдовська | 0,64 %   |